# 六角棒星虫
六角棒星虫（学名：Rhopalastrum hexaceros）为孔盘虫科棒星虫属的动物。分布于印度洋、斯里兰卡以及西沙群岛等。